# SM Tb 55T
SM Tb 55T – austro-węgierski torpedowiec z początku XX wieku i okresu I wojny światowej, szósta jednostka typu Kaiman. Do 1913 roku nosił nazwę Seehund, następnie oznaczenie 55T, a od roku 1917 sam numer 55 (skrót przed numerem SM Tb oznaczał Seiner Majestät Torpedoboot – torpedowiec Jego Cesarskiej Mości).

## Budowa
Stępkę pod budowę okrętu położono w stoczni Stabilimento Tecnico Triestino (STT) 29 grudnia 1905 roku, kadłub wodowano 15 września 1906 roku, a torpedowiec oddano do służby 15 czerwca 1907 roku (wraz z bliźniaczymi „Wal” i „Delphin”). Początkowo nosił nazwę „Seehund” (foka), lecz od 1 stycznia 1914 roku zastąpiono ją przez alfanumeryczne oznaczenie 55T (litera „T” oznaczała, że okręt zbudowano w Trieście). Rozkazem z 21 maja 1917 roku z oznaczeń torpedowców usunięto ostatnią literę i do końca wojny nosił on tylko numer 55.

## Służba
Okręt brał udział w I wojnie światowej, pełniąc głównie służbę patrolową i konwojową na wodach Adriatyku. 17-18 czerwca 1915 roku brał udział w osłonie krążowników ostrzeliwujących włoskie wybrzeże w rejonie Rimini (z SMS „Sankt Georg” na czele). Na początku stycznia 1916 roku 55T brał udział w akcji stawiania min u północnych wybrzeży Włoch. 
Po wojnie okręt w ramach podziału floty Austro-Węgier przekazano Wielkiej Brytanii, która sprzedała go w 1920 roku włoskiej stoczni złomowej.

## Opis
Okręt posiadał dwa kotły parowe typu Yarrow i jedną pionową czterocylindrową maszynę parową potrójnego rozprężania. Okręt uzbrojony był w cztery armaty kalibru 47 mm L/33 (po dwie na każdej z burt) oraz trzy wyrzutnie torped kalibru 450 mm. W 1915 roku uzbrojenie wzmocniono pojedynczym karabinem maszynowym Schwarzlose 8 mm.